# Ida Ebbensgaard
Ida Ebbensgaard (født 1979) er en dansk journalist. Hun var fra oktober 2021 til 2022  chefredaktør på netmediet Zetland  hvor hun forinden fra oktober 2020 var ansat som redaktionschef. Tidligere var hun fra 2017-2020 ansat på Berlingske som udlandsredaktør.
I dag er hun selvstændig erhvervsdrivende i virksomheden IDAE. Hun arbejder primært om rådgiver og moderator via Moderator.dk. 
Hun sidder i dag i fire bestyrelser/boards:
- Medlem af UNESCOs danske nationalkomité fra 2024
- Advisory Board for NCFK, Nationalt Center for Klimaforskning under DMI fra 2024.
- Fondsbestyrelsen for Grønnegårds Teater.
- Fondsbestyrelsen for Forlaget Eksistensen. 
I 2012 blev hun medlem af Cavlingkomitéen, der hvert år uddeler Cavlingprisen, og fra 2016 til 2017 var hun formand for komitéen.
Hun har tidligere været udenrigsjournalist og studievært hos DR på både radio og tv på programmerne DR2 Udland, P1 Morgen og Pressen på P3 samt arbejdet på dagbladene Politiken (2004-2006), Dagen (2002) og Børsen (praktik og 2002). I tre år (2007-2010) var hun pressechef i først Miljøministeriet, siden i Klima- og Energiministeriet, blandt andet under FN's klimakonference COP15.
Hun er uddannet journalist i 2002 fra Syddansk Universitet. Siden har hun taget en kandidatgrad (cand.public.) i medier og globalisering, og har taget fag på Harvard University (2010), Freie Universität Berlin (2003-04) og London School of Economics and Political Science, LSE (2009).
Ida Ebbensgaard bidrog i et forskningsprojekt med markante udtalelser om miljøjournalistik i et forskningsprojekt på RUC »Miljøet i medierne - fem casestudier af nyhedsinstitutionens miljøjournalistik 1997-2003«. Udtalelserne blev bl.a. refereret i Journalisten.